# نبات لاحم

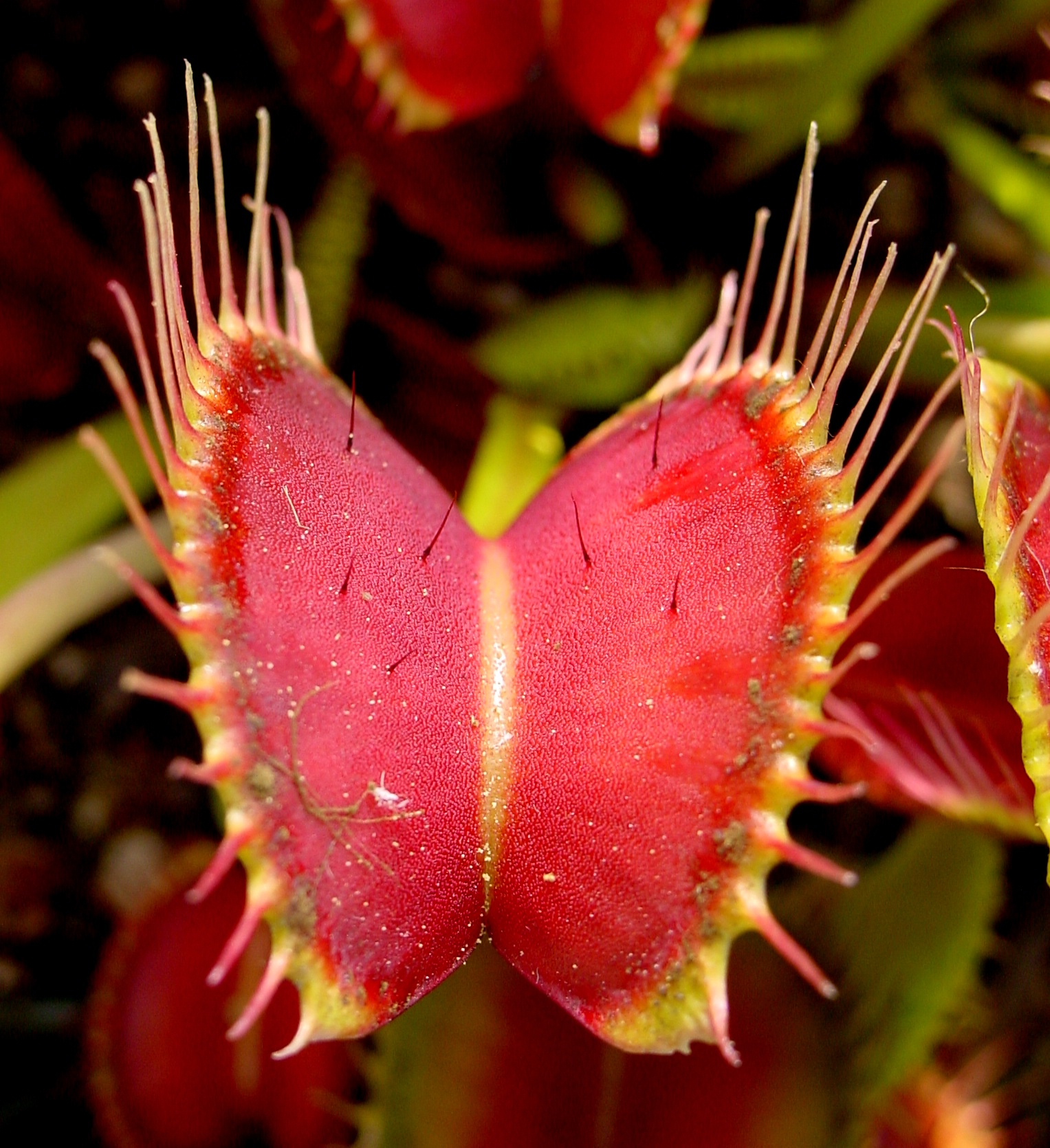
أوراق نبات خناق الذباب إحدى النباتات آكلة اللحوم والتي تستخدمها كأفخاخ لاصطياد الحشرات

النباتات اللاحمة أو النباتات آكلة اللحوم (التي تسمى أحياناً النباتات آكلة الحشرات) هي نباتات تستمد بعض أو أغلب عناصرها الغذائية (ولكن ليس الطاقة) من حصر واستهلاك الحيوانات أو برزويات مع التركيز الأكثر على الحشرات والمفصليات الأخرى باستخدام أعضاء خاصة تملكها (تختلف من نبات لآخر). وَهي كجميع النباتات الأخرى تُنتِج غذائها ذاتيًّا من طريق تحويل الطاقة الضوئيّة (الشمس) إلى طاقة كيميائية (في وجود الماء وبعض العناصر)، ولكن لديها أعضاء متحوّرة تمكّنها من اقتناص بعض الحشرات والحيوانات الصغيرة ومن ثم افتراسها لتكون مصدراً إضافياً للغذاء.
تنمو النباتات آكلة اللّحوم عادة في أماكن تربة رقيقة أو فقيرة في قيمتها الغذائية، وخاصة النيتروجين، مثل المستنقعات الحمضيّة وصخور السربنتين.
كتب تشارلز داروين أول أُطروحة معروفة عن النباتات آكلة اللحوم عام 1875.
يُعتقد أنّ النباتات اللّاحمة الحقيقيّة قد تطوّرت تسع مرَّات في خمسة رتب مُختلفة من النباتات المُزهِرة،
 وَتتمَثَّل بأكثر من إثنا عشر جِنسًا. ويتضمّن هذا التصنيف ما لا يقل عن 583 نوعًا، والّتي تقوم بجذب وَامساك وَقتل الفريسة، وَتمتَص المُغذِّيات الناتجة الّتي أصبحت مُتَوَفِّرَة للنبات. إضافةً إلى أكثر من 300 نوع من النباتات اللّاحمة البدائيّة (بالإنجليزية: Protocarnivorous plant)‏ في أجناس عديدة، تُظهر بعض هذه الصّفات وَلكن ليس كلّها.

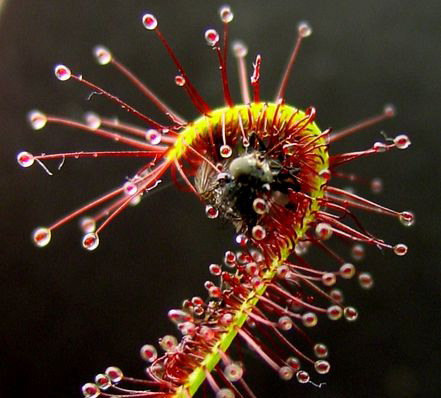
نبات ندى الشمس تلتف على فريستها.

## اصطياد الفريسة
لأن هذه النباتات لا تملك أنسجة عضلية فان عملية الاصطياد تتم خلال طريقتين:
- 1. حركة نتيجة التبدل المفاجئ في ضغط الماء، فعندما تلمس الفريسة الفخ تقوم خلايا الجدر الداخلية بنقل الماء إلى الجدر الخارجية فينتج تقلص حاد وسريع.نبات ندى الشمس

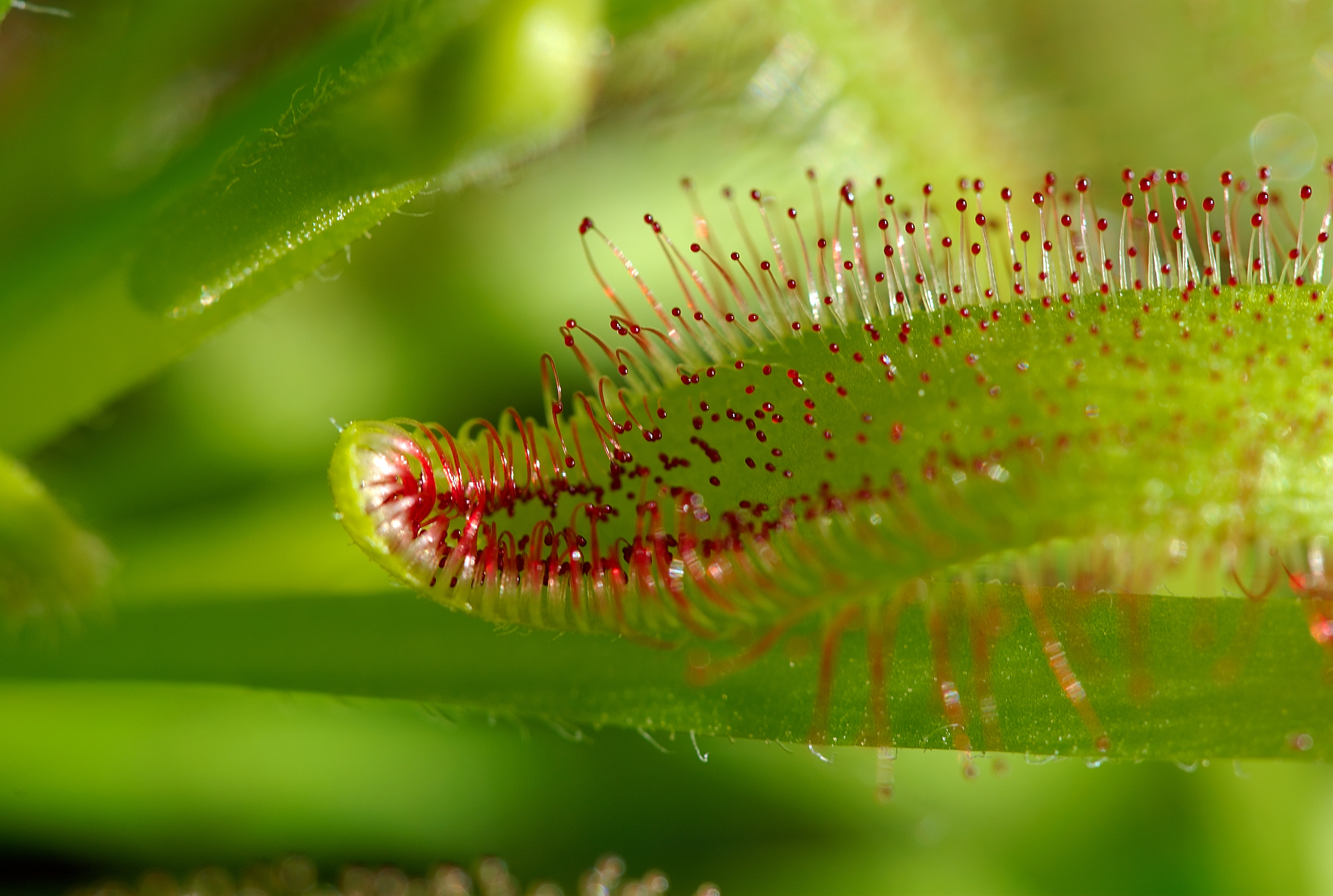
نبات ندى الشمس

- 2. عملية الاصطياد تنتج عبر نمو الخلايا في أحد جوانب المجس أسرع من الجانب الآخر مما ينتج منه إطباق الجانب النامي.
- في نبات أنيسز، تكون أوراقه على شكل جرة غطاء يكون مقفلا في حالة صغر الورقة، ثم فجأة يفتح الغطاء بعد تمام نمو الورقة، وتملأ الجرة بسائل مائي حمضي يفرز من الغدد الموجودة على السطح الداخلي لجذب الحشرات فتأتي إلى الحافة وتنزلق إلى داخل حيث تقوم بتحليلها، أو تجذبها إلى أسفل الجرة شعيرات دقيقة، وعند سقوطها في السائل داخل الجرة، يقفل الغطاء لمنعها من الفرار، ويفرز النبات الإنزيمات لهضم الحشرة ثم يمتصها.

وفي نبات الدروسيرا، تغطى أوراقه بزوائد كثيرة تنتهي أطرافها بغدد تفرز مادة لزجة حامضية، فإذا ما هبطت حشرات على رأس هذه الزوائد، فإنها تعلق بها وكلما حاولت الهرب زاد اشتباكها في زوائد أخرى حتى تتجمع الزوائد حولها، ويفرز النبات المواد الهاضمة التي تذيب جسم الحشرة، وبعد امتصاصها تعود الزوائد إلى الاعتدال، وترجع الورقة إلى شكلها الأصلي.
- نبات السلوى نبات مفترس كبير الحجم نسبيا يمتد إلى متر ونصف، وفي كرمات هذا الجنس توجد فخاخ لتوقع فرائس تصل طولها إلى 15 سم، وتسع هذه الفخاخ الضفادع و الطيور والقوارض، وتكون الفرائس ضعيفه جداً نتيجه مرض ما.
- خناق الذباب: هو نبات يوجد في منطقة صغيرة من المناطق الساحلية في ولايتي كارولينا الشمالية والجنوبية، في الولايات المتحدة الأمريكية.وهو نبات لاحم (آكل للحم). حيث يمسك الحشرات بين أوراقه ويقوم بهضمها. وينمو هذا النبات في المستنقعات التي تفتقر تربتها إلى النيتروجين، فتحل الحشرات محل النيتروجين في غذاء النبات.ويصل ارتفاع خناق الذباب إلى حوالي 30 سم، ويتركب نصل الورقة من صمامين يتحركان على عرق أوسط. وبالسطح العلوي لكل صمام ثلاث شعيرات حساسة، أما الحواف فهي محاطة بأشواك حادة. وعندما تمس حشرة ما إحدى هذه الشعيرات، ينغلق الصمامان بحيث يحبسان الحشرة بداخلهما.
- نبات ندى الشمس : الذي يعيش في جنوب أفريقيا حيث يرسل هذا النبات مادة لاصقة من شعيراته ليلتصق الكائن ولا يتمكن من الهروب ثم يطبق عليه ويحلله بعصارة هاضمة ويحصل على النيتروجين الذي يدخل في تركيب البروتينات المهمة لنمو هذا النبات.ومعظم هذه النباتات تعيش في تربة تفقر إلى عنصر النيتروجين.

## هضم الفريسة
لا يمتلك النبات اللاحم جهازاً هضمياً،إلا أنه قادر على هضم جسم حيواني يحتوي بروتين ودهون، فمعظم النباتات المفترسة تقوم بهضم ضحاياها من خلال إفراز إنزيمات محللة، ولكن بعضها الآخر يعتمد على إنزيمات تفرزها البكتيريا، لتقوم بتحليل الفريسة فيمتص النبات الجزيئات المتحللة، وهناك نباتات تعتمد على الطريقتين معاً.
هناك نباتات أُخرى تعتمد على بقايا الحشرات التي تدخل فخها (مثل بق الفراش) كغذاء، فتستجلبها عن طريق الإيقاع بالحشرات الفريسة، فتلحقها الحشرات المفترسة وتأكلها، ثم تُلقي روثها داخل النبات، فيتغذى النبات على هذا الروث كغذاء متحلل جاهز.

## وصلات خارجية
- قاعدة النبات اللاحم (بالإنجليزية) - قاعدة بيانات يمكن من خلال البحث عليها متابعة جميع أنواع النبات اللاحمة مع تحديثات مستمرة لأحدث الأنواع المكتشفة
- جمعية علم النبات الأمريكية- النباتات اللاحمة (بالإنجليزية)